# Hautecour (Saboya)
 Hautecour  es una población y comuna francesa, en la región de Ródano-Alpes, departamento de Saboya, en el distrito de Albertville y cantón de Moûtiers.

## Demografía
| 270 | 196 | 201 | 201 | 282 | 273 |
| Para los censos de 1962 a 1999 la población legal corresponde a la población sin duplicidades (Fuente: INSEE [Consultar]) |     |     |     |     |     |